# Keizerlijke Gemalin Chun Hui

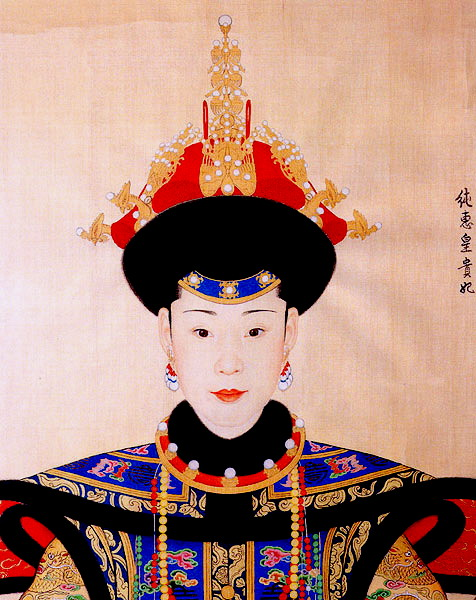
Keizerlijke Gemalin Chun Hui

Keizerlijke gemalin Chun Hui (Chinees: 純惠皇貴妃) (13 juni 1713 - Verboden Stad, 2 juni 1760) was een bijvrouw van keizer Qianlong. Haar vader was Sujinam van de Han Chinese Su stam. Zij werd geboren in het 52ste regeringsjaar van de keizer Kangxi.
Zij betrad de Verboden Stad in Peking en werd een bijvrouw van prins Hongli tijdens de regeringsperiode van keizer Yongzheng (1722 - 1735). Zij was de moeder van twee zonen en een dochter. Al haar kinderen overleefden hun jeugd en werden volwassen. Toen in 1735 haar man de troon besteeg als keizer Qianlong werd zij bijvrouw van de derde rang. Zij kreeg ook de titel Chun wat puur betekent. In 1760 werd zij benoemd tot bijvrouw van de eerste rang. Zij behield deze titel echter maar 9 dagen en stierf. Na haar dood kreeg zij de eretitel Keizerlijke Gemalin Chun Hui. Chun Hui werd begraven in het Yuling mausoleum voor keizerlijke gemalinnen in Hebei.

## Kinderen
- Prins Yong Zhang (1735 - 1760).
- Prins Yong Rong (1744 - 1790).
- Prinses Hejia (1745 - 1767). Zij was de tweede overlevende dochter van de keizer Qianlong.